# Man in Black (album)
Pour l’article homonyme, voir Man in Black.
Albums de Johnny Cash
Little Fauss and Big Halsy
(1971) Greatest Hits, Vol. 2
(1971)
Man in Black est un album de musique country du chanteur américain Johnny Cash, sorti chez Columbia Records en 1971. Beaucoup des chansons de l'album contiennent des références politiques, tandis que la chanson-titre renvoie à la fois à la tendance de Cash à porter du noir en spectacle vivant et à l'époque tumultueuse dans laquelle la chanson a été créé, ce qui implique la guerre du Viêt Nam. Le nom de l'album a également fini par devenir surnom officieux de Cash que lui a donné le public. Deux pistes -  Man in Black et de Singin'in Vietnam Talkin Blues - sont sortis en singles, la première devenant un grand succès et atteint la troisième place sur le palmarès country; cette chanson est de Billy Graham.

## Liste des pistes
| No  | Titre                                       | Auteur                          | Durée |
| --- | ------------------------------------------- | ------------------------------- | ----- |
| 1.  | The Preacher Said Jesus Said                | Johnny Cash                     | 3:39  |
| 2.  | Orphan of the Road                          | Dick Feller                     | 3:36  |
| 3.  | You've Got a New Light Shining in Your Eyes | Johnny Cash                     | 2:05  |
| 4.  | If Not for Love                             | Glenn D. Tubb, Larry Lee        | 3:06  |
| 5.  | Man in Black                                | Johnny Cash                     | 2:52  |
| 6.  | Singin' in Vietnam Talkin' Blues            | Johnny Cash                     | 2:58  |
| 7.  | Ned Kelly                                   | Johnny Cash                     | 2:19  |
| 8.  | Look for Me                                 | Glen Sherley, Harlan Sanders    | 2:21  |
| 9.  | Dear Mrs.                                   | Johnny Cash, Arnette J. Arnette | 3:46  |
| 10. | I Talk to Jesus Every Day                   | Tubb                            | 2:03  |